# Кинески ручни топ
Кинески ручни топ (кин: 火铳, чита се Хуочонг), рано ватрено оружје развијено у Кини династије Сунг средином 13. века, а коришћено у Кини све до 17. века. Знатно већи топ са устима у облику зделе сматра се подврстом или дериватом ручног топа.

## Историја

### Еволуција: династија Сунг и Јуан
Кинески ручни топови су настали еволуцијом ранијих ватрених копаља, заменом папирне или бамбусове цеви монтиране на штап гвозденом цеви. Усавршена ватрена копља из раног 13. века испаљивала су мале пројектиле као и пламен, али њихов домет није био већи од 10 стопа, што их је у суштини чинило оружјем за блиску борбу. Два важна технолошка побољшања развила су ручни топ од ватреног копља: јачи барут (развијен за експлозивне бомбе у Кини пре 1221. године) и пројектил који потпуно затвара цев тако да се запаљиви гасови могу акумулирати иза њега. Постоје писани докази да су прави ручни топови коришћени против Монгола од стране војске династије Сунг већ 1259. године. Најстарији сачувани примерак, такозвани Ксанаду топ, датира из 1298. године и прилично је мали: дугачак 35 цм и тежак око 6 кг, али је могуће да су неки недатирани примерци још старији (Сјисја бронзани топ, Ручни топ из Хејлунгђанга). И ручни топови и тежи топови са устима у облику зделе су коришћени током династије Јуан (1277-1358).

### Масовна производња: династија Минг
У предговору кинеског војног уџбеника из 14. века под називом Приручник ватреног змаја наводи се да је нацрте и планове за топове дао оснивачу династије Минг око 1350. године непознати мудрац, који их је добио као дар богова. Уз помоћ новог оружја, династија Минг протерала је монголску династију Јуан 1368. године и владала Кином до 1644. Заиста, иако су се топови користили за време династије Јуан, чија се војска, у складу са монголском војном традицијом, углавном ослањала на коњицу, масовна производња и употреба почела је тек за време династије Минг. Тако је први цар Хунг-ву (владао 1368–1398) основао државни арсенал у престоници који је сваке године производио 1.000 бронзаних ручних топова и 1.000 топова великог калибра (топова са устима у облику зделе), а до 1380. године чак 10% пешака (око 100.000 војника) били наоружани ручним топовима. До 1466. године, број пешадије наоружане ватреним оружјем порастао је на 30%, проценат који у Европи није достигнут до средине 16. века.

### Увођење аркебуза
Кинеска војска је први пут усвојила мускете фитиљаче (птичије пушке) око 1548. године, током битака са јапанским пиратима, док је масовна производња почела 1558. године: те године је наручено 10.000 аркебуза за државни арсенал.

## Карактеристике
Сви сачувани кинески ручни топови произведени између 1332. и 1444. имали су кратке цеви, углавном у распону од 35–45 цм, калибра 15–25 мм, са дужином цеви од 10–25 калибара. Због кратке цеви имали су мали домет и слабу прецизност.
Тако је до касног 14. века војска династије Минг већ имала веома бројно, али врло лако ватрено оружје кратког домета и мале ватрене моћи. Масовно су коришћени ручни топови, али ниједан облик табана није развијен, тако да аркебузе и мускете нису развијене у Кини. У овој фази развоја, кинеско ватрено оружје ће остати 150 година, све до првог контакта са Европљанима у првој четвртини 16. века.
Извор из 15. века описује веома малу брзину паљбе ручних топова, омогућавајући непријатељској коњици, па чак и пешадији да их прегазе пре него што се поново напуне. Тобџије су стога били распоређени у групе од по пет: један или два да пуцају, а остали да пуне оружје. Топови од тврдог дрвета за испаљивање стрела, донети из Вијетнама 1410. сматрани су супериорнијим од кинеског оружја, као и европски топови када су уведени у 16. веку. У ствари, европски топови су заменили оригиналне кинеске топове изненађујуће брзо, пошто је производња такозваних франачких топова (кин: 紅夷炮/紅衣炮, чита се Хонг ји пао) почела већ 1529. године.

## Употреба у борби
Иако је ватрено оружје уведено у Кини у 13. веку, најмање стотину година пре Европе, оно није довело до војне револуције (тзв. барутна револуција) попут оне која се догодила у Европи током Ренесансе. Ватрено оружје је настало у Кини, али је око 1400 војна технологија почела да стагнира, што је била последица ниског друштвеног положаја војника и дугог периода мира током династије Минг (1358-1644).У Кини је ватрено оружје остало само још једно пројектилно оружје, а мускете и опсадни топови се никада нису развили, већ су их донели Португалци и Јапанци у 16. веку. Чувени генерал Минга Чи Чикуанг у свом популарном војном приручнику Нова књига о ратној вештини још 1584. препоручивао је да тобџије служе уз стрелце, мачеваоце и копљанике у истом одељењу. Одељење од 12 војника (тзв. формација мандаринске патке) састојао се од стрелца (командир одељења), два мачеваоца (са штитовима), шест копљаника (од којих су два наоружана младицама бамбуса уместо обичних копаља), једног носача и само двојице тобџија.